# Società Sportiva Monza 1912 2016-2017
Questa voce raccoglie le informazioni riguardanti la Società Sportiva Monza 1912 nelle competizioni ufficiali della stagione 2016-2017.

## Stagione
Nella stagione 2016-2017 il Monza disputa il girone B del campionato di Serie D, raccoglie 80 punti con il primo posto finale, ottenendo il ritorno nel novero dei professionisti, in Serie C, dopo due stagioni disputate nel quarto livello calcistico. Allenato da Marco Zaffaroni è già nettamente primo a metà torneo con 44 punti, nel girone di ritorno rallenta leggermente il passo, ne incamera 36 di punti, vincendo il campionato con sette lunghezze di vantaggio sul Ciliverghe Mazzano. Con 14 reti Loris Palazzo è stato ancora il miglior marcatore brianzolo, ma la caratteristica principale della compagine biancorossa, in questa stagione di Serie D, è stata la super difesa, infatti con 17 reti subite è stata la migliore di tutti i nove gironi di quarta serie. Al termine del campionato si è disputata la Poule Scudetto tra le vincitrici dei nove gironi di Serie D, ebbene il Monza ha vinto anche questo torneo. Divise in tre gironi di tre squadre si sono affrontate in tre gare dirette, le prime tre e la miglior seconda sono passate in semifinale, disputata in gara unica e campo neutro, le due vincenti hanno giocato la finale, disputata a Fermo e vinta dal Monza (2-1) sul Ravenna.

## Divise e sponsor
Lo sponsor tecnico per la stagione 2016-2017 è Macron mentre gli sponsor ufficiali sono Mobil Plastic ed Enerxenia (dal 23 febbraio).
| Casa | Trasferta | Terza divisa | Portiere |

## Organigramma societario
Area direttiva
- Presidente: Nicola Colombo.

Area tecnica
- Direttore Sportivo: Filippo Antonelli Agomeri.
- Club Manager: Vincenzo Iacopino.
- Team Manager e Ufficio Stampa: Marco Ravasi.
- Segreteria: Davide Guglielmetti.
- Responsabile Settore Giovanile: Roberto Colacone.
- Allenatore: Marco Zaffaroni.
- Allenatore in seconda: Paolo Castelli.
- Preparatore atletico:Simon Barjie.

Area organizzativa
- Attività di base: Angelo Colombo.
- Magazzino: Angelo Giambelli
- Servizi Manutenzione: Carmine Bonfrisco, Antonio Giardini.

Area sanitaria
- Medico Sociale: Dr. Paolo Santamaria.
- Allenatore portieri: Paolo Castelli.
- Recupero infortunati: Mauro Apone.
- Fisioterapista: Giorgio Incontri.

## Rosa
| N. |                   | Ruolo | Calciatore         |
| -- | ----------------- | ----- | ------------------ |
|    | Italia (bandiera) | P     | Nicholas Battaiola |
|    | Italia (bandiera) | P     | Lorenzo Brescello  |
|    | Italia (bandiera) | P     | Aaron Confortini   |
|    | Italia (bandiera) | D     | Mattia Chiarion    |
|    | Italia (bandiera) | D     | Marco Ruffini      |
|    | Italia (bandiera) | D     | Denis Caverzasi    |
|    | Italia (bandiera) | D     | Cristiano Ermacora |
|    | Italia (bandiera) | D     | Nicolò Guanziroli  |
|    | Italia (bandiera) | D     | Ruggero Riva       |
|    | Italia (bandiera) | D     | Lorenzo Adorni     |
|    | Italia (bandiera) | D     | Maicol Origlio     |
|    | Italia (bandiera) | D     | Marco Costa        |
|    | Italia (bandiera) | C     | Roberto Roveda     |

| N. |                   | Ruolo | Calciatore              |
| -- | ----------------- | ----- | ----------------------- |
|    | Italia (bandiera) | C     | Tommaso Cazzaniga       |
|    | Italia (bandiera) | C     | Luca Guidetti           |
|    | Italia (bandiera) | C     | Marco Perini            |
|    | Italia (bandiera) | C     | Luca Santonocito        |
|    | Italia (bandiera) | C     | Luca Palesi             |
|    | Italia (bandiera) | C     | Andrea D'Errico         |
|    | Italia (bandiera) | C     | Jacopo Calviello        |
|    | Italia (bandiera) | C     | Davide Ramponi          |
|    | Italia (bandiera) | A     | Matteo Barzotti         |
|    | Italia (bandiera) | A     | Marco Gasparri          |
|    | Italia (bandiera) | A     | Carlo Emanuele Ferrario |
|    | Italia (bandiera) | A     | Loris Palazzo           |
|    | Italia (bandiera) | A     | Riccardo Stronati       |

## Calciomercato

### Sessione estiva(dall'1/7 al 31/8)
| Acquisti | Acquisti                | Acquisti           | Acquisti   |
| R.       | Nome                    | da                 | Modalità   |
| -------- | ----------------------- | ------------------ | ---------- |
| P        | Nicholas Battaiola      | Ciliverghe Mazzano | definitivo |
| P        | Aaron Confortini        | Novara             | prestito   |
| D        | Mattia Tresca           | Renate             | definitivo |
| D        | Denis Caverzasi         | Caronnese          | definitivo |
| D        | Marco Ruffini           | Piacenza           | definitivo |
| D        | Nicolò Guanziroli       | Como               | prestito   |
| D        | Ruggero Riva            | Renate             | definitivo |
| D        | Lorenzo Adorni          | Parma              | prestito   |
| D        | Maicol Origlio          | Torino             | prestito   |
| D        | Marco Costa             | Giana Erminio      | prestito   |
| C        | Tommaso Cazzaniga       | Chievo             | definitivo |
| C        | Gianluca Guidetti       | Caronnese          | definitivo |
| C        | Marco Perini            | AlbinoLeffe        | definitivo |
| C        | Luca Santonocito        | Folgore Caratese   | definitivo |
| C        | Luca Palesi             | Genoa              | prestito   |
| C        | Jacopo Calviello        | Como               | definitivo |
| C        | Davide Ramponi          | Folgore Caratese   | definitivo |
| A        | Matteo Barzotti         | Caronnese          | definitivo |
| A        | Marco Gasparri          | Seregno            | definitivo |
| A        | Carlo Emanuele Ferrario | Bra                | definitivo |
| A        | Marco Giussani          | Atalanta           | prestito   |

| Cessioni | Cessioni             | Cessioni              | Cessioni      |
| R.       | Nome                 | a                     | Modalità      |
| -------- | -------------------- | --------------------- | ------------- |
| P        | Andrea Radaelli      | Trastevere, via Inter | fine prestito |
| P        | Leonardo Ravetta     | Verona                | fine prestito |
| P        | Giulio Cetrangolo    | Vibonese              | svincolato    |
| D        | Davide Cattaneo      |                       | ritirato      |
| D        | Davide Cochis        | Torino                | fine prestito |
| D        | Francesco D'Angelo   | Campobasso            | svincolato    |
| D        | Alex Ferrero         | Benarzole             | svincolato    |
| D        | Ivo Molnar           | Dro                   | svincolato    |
| D        | Luca Perini          | Ribelle               | svincolato    |
| D        | Paulo Sokoli         | Genoa                 | fine prestito |
| C        | Alessandro Comentale | Borgosesia            | svincolato    |
| C        | Abdelkerim Medhoun   |                       | svincolato    |
| C        | Marco Lombardi       |                       | svincolato    |
| C        | Robert Tripsa        | Cremonese             | fine prestito |
| C        | Manuel Romeo         | Ciserano              | svincolato    |
| C        | Francesco Uliano     | Seregno               | svincolato    |
| A        | Daniele Grandi       | Legnano               | svincolato    |
| A        | Gianluca Soragna     | Castelfidardo         | svincolato    |
| A        | Geremy Lombardi      | Legnano               | svincolato    |

### Sessione di dicembre(dall'1/12 al 17/12)
| Acquisti | Acquisti | Acquisti | Acquisti |
| R.       | Nome     | da       | Modalità |
| -------- | -------- | -------- | -------- |

| Cessioni | Cessioni           | Cessioni  | Cessioni      |
| R.       | Nome               | a         | Modalità      |
| -------- | ------------------ | --------- | ------------- |
| D        | Cristiano Ermacora | Este      | prestito      |
| D        | Mattia Tresca      | Pro Sesto | prestito      |
| A        | Marco Giussani     | Atalanta  | fine prestito |

### Sessione invernale(dal 04/01 all'1/02)
| Acquisti | Acquisti          | Acquisti    | Acquisti   |
| R.       | Nome              | da          | Modalità   |
| -------- | ----------------- | ----------- | ---------- |
| A        | Riccardo Stronati | AlbinoLeffe | definitivo |
| D        | Mattia Chiarion   | Inter       | prestito   |

| Cessioni | Cessioni | Cessioni | Cessioni |
| R.       | Nome     | a        | Modalità |
| -------- | -------- | -------- | -------- |

## Risultati

### Serie D

#### Girone di andata
| Arbitro: | Giordano (Novara) |

|  |           |                                                                            |
|  | Marcatori | 6’ Guanziroli 52’ Palazzo 59’ (rig.) D'Errico 69’ Guidetti 87’ Santonocito |

| Arbitro: | Munerati (Rovigo) |

|                                 |           |  |
| Origlio 21’ Ferrario 56’ (rig.) | Marcatori |  |

| Monza 18 settembre 2016, ore 15:00 CEST 3ª giornata | Monza             | 0 – 0 | Virtus Bolzano | Stadio Brianteo (1 150 circa spett.)\| Arbitro: \| Madonia (Palermo) \| |
| Arbitro:                                            | Madonia (Palermo) |       |                |                                                                         |

| Arbitro: | Trischitta (Messina) |

|           |           |                          |
| Mauri 50’ | Marcatori | 39’ Palazzo 68’ D'Errico |

| Arbitro: | M. Saia (Palermo) |

|  |           |                                              |
|  | Marcatori | 51’ (rig.) Ferrario 61’ Palazzo 79’ Gasparri |

| Arbitro: | Pirriatore (Bologna) |

|                 |           |              |
| Santonocito 79’ | Marcatori | 13’ Romanini |

| Arbitro: | Perenzoni (Rovereto) |

|               |           |                                          |
| Piccinini 80’ | Marcatori | 50’ Santonocito 56’ Origlio 68’ D'Errico |

| Arbitro: | Zeviani (Legnago) |

|                                                |           |             |
| Santonocito 8’ Palazzo 17’ Ferrario 91’ (rig.) | Marcatori | 74’ Capelli |

| Arbitro: | Monaco (Termoli) |

|                   |           |                                                                              |
| Recino 51’ (rig.) | Marcatori | 13’ D'Errico 15’ Ferrario 23’ (rig.) Santonocito 42’ Santonocito 91’ Palazzo |

| Arbitro: | Mezzalira (Varese) |

|                                                        |           |  |
| Ferrario 6’ Guanziroli 8’ Santonocito 68’ D'Errico 83’ | Marcatori |  |

| Arbitro: | Pennino (Palermo) |

|  |           |                             |
|  | Marcatori | 48’ D'Errico 88’ Guanziroli |

| Arbitro: | Tomasello Andulajevic (Messina) |

|  |           |               |
|  | Marcatori | 94’ De Angeli |

| Arbitro: | Cascone (Nocera Inferiore) |

|  |           |                               |
|  | Marcatori | 2’, 45’ Guidetti 35’ D'Errico |

| Arbitro: | Esposito (Aprilia) |

|                           |           |  |
| Ferrario 77’ Barzotti 88’ | Marcatori |  |

| Arbitro: | Rutella (Enna) |

|  |           |                                   |
|  | Marcatori | 20’ Guanziroli 24’ (aut.) Capogna |

| Arbitro: | Maranesi (Ciampino) |

|                                      |           |  |
| Ferrario 31’ Gasparri 35’ Adorni 50’ | Marcatori |  |

| Arbitro: | Finzi (Foligno) |

|             |           |                                                       |
| Crivaro 39’ | Marcatori | 8’ Ferrario 43’ Perini 69’ (rig.) Palazzo 93’ Palazzo |

#### Girone di ritorno
| Arbitro: | Ricci (Firenze) |

|                                 |           |  |
| Marcone 33’ (aut.) D'Errico 68’ | Marcatori |  |

| Darfo Boario 15 gennaio 2017, ore 14:30 CET 19ª giornata | Darfo Boario      | 0 – 0 | Monza | Stadio comunale (400 circa spett.)\| Arbitro: \| Giordano (Novara) \| |
| Arbitro:                                                 | Giordano (Novara) |       |       |                                                                       |

| Arbitro: | Nube (Mestre) |

|  |           |             |
|  | Marcatori | 63’ Palazzo |

| Arbitro: | Di Cairano (Ariano Irpino) |

|                         |           |  |
| Palazzo 13’ Ruffini 27’ | Marcatori |  |

| Arbitro: | Bertozzi (Cesena) |

|              |           |  |
| Barzotti 87’ | Marcatori |  |

| Ponte San Pietro 12 febbraio 2017, ore 14:30 CET 23ª giornata | Pontisola      | 0 – 0 | Monza | Stadio Comunale Matteo Legler (500 circa spett.)\| Arbitro: \| Cassella (Bra) \| |
| Arbitro:                                                      | Cassella (Bra) |       |       |                                                                                  |

| Arbitro: | Carrione (Castellammare di Stabia) |

|                                      |           |            |
| Palazzo 25’, 61’ D'Errico 32’ (rig.) | Marcatori | 5’ Tessaro |

| Arbitro: | Trischitta (Messina) |

|                       |           |                          |
| Spiranelli 90’ (rig.) | Marcatori | 42’ Palazzo 45’ D'Errico |

| Arbitro: | Festa (Avellino) |

|                               |           |  |
| Barzotti 36’, 57’ Palazzo 58’ | Marcatori |  |

| Arbitro: | Mario Saia M. Saia (Palermo) |

|             |           |                           |
| Ubbiali 48’ | Marcatori | 19’ Barzotti 62’ D'Errico |

| Arbitro: | Angelucci (Foligno) |

|                |           |            |
| Ferrario 90+4’ | Marcatori | 23’ Teoldi |

| Arbitro: | Marotta (Sapri) |

|               |           |              |
| De Angeli 36’ | Marcatori | 15’ Guidetti |

| Arbitro: | D'Aquino (Roma) |

|              |           |             |
| Barzotti 28’ | Marcatori | 71’ Cinelli |

| Arbitro: | Rasia (Bassano del Grappa) |

|  |           |                                                 |
|  | Marcatori | 15’ Palazzo 62’ Barzotti 80’ (rig.) Santonocito |

| Arbitro: | Dal Pan (Belluno) |

|                           |           |                     |
| D'Errico 34’ Gasparri 53’ | Marcatori | 68’ Vaini 91’ Lillo |

| Arbitro: | Bonassoli (Bergamo) |

|                |           |                           |
| Pedrabissi 54’ | Marcatori | 17’ D'Errico 63’ Ferrario |

| Arbitro: | Rosami (Carrara) |

|  |           |              |
|  | Marcatori | 24’ Amassoka |

#### Poule Scudetto
| Arbitro: | Saia (Palermo) |

|  |           |                          |
|  | Marcatori | 11’ Barzotti 37’ Palazzo |

| Arbitro: | Di Cairano (Ariano Irpino) |

|                                  |           |              |
| Barzotti 35’, 59’ Ferrario 90+1’ | Marcatori | 33’ Sottovia |

| Arbitro: | Rossetti (Ancona) |

|  |           |            |
|  | Marcatori | 52’ Perini |

| Arbitro: | Miele (Nola) |

|                           |           |                    |
| D'Errico 48’ Gasparri 62’ | Marcatori | 29’ (rig.) Selleri |

### Coppa Italia Serie D
| Arbitro: | Di Graci (Como) |

|                          |           |              |
| Simeri 42’ Di Rienzo 64’ | Marcatori | 16’ D'Errico |